# 咖啡機

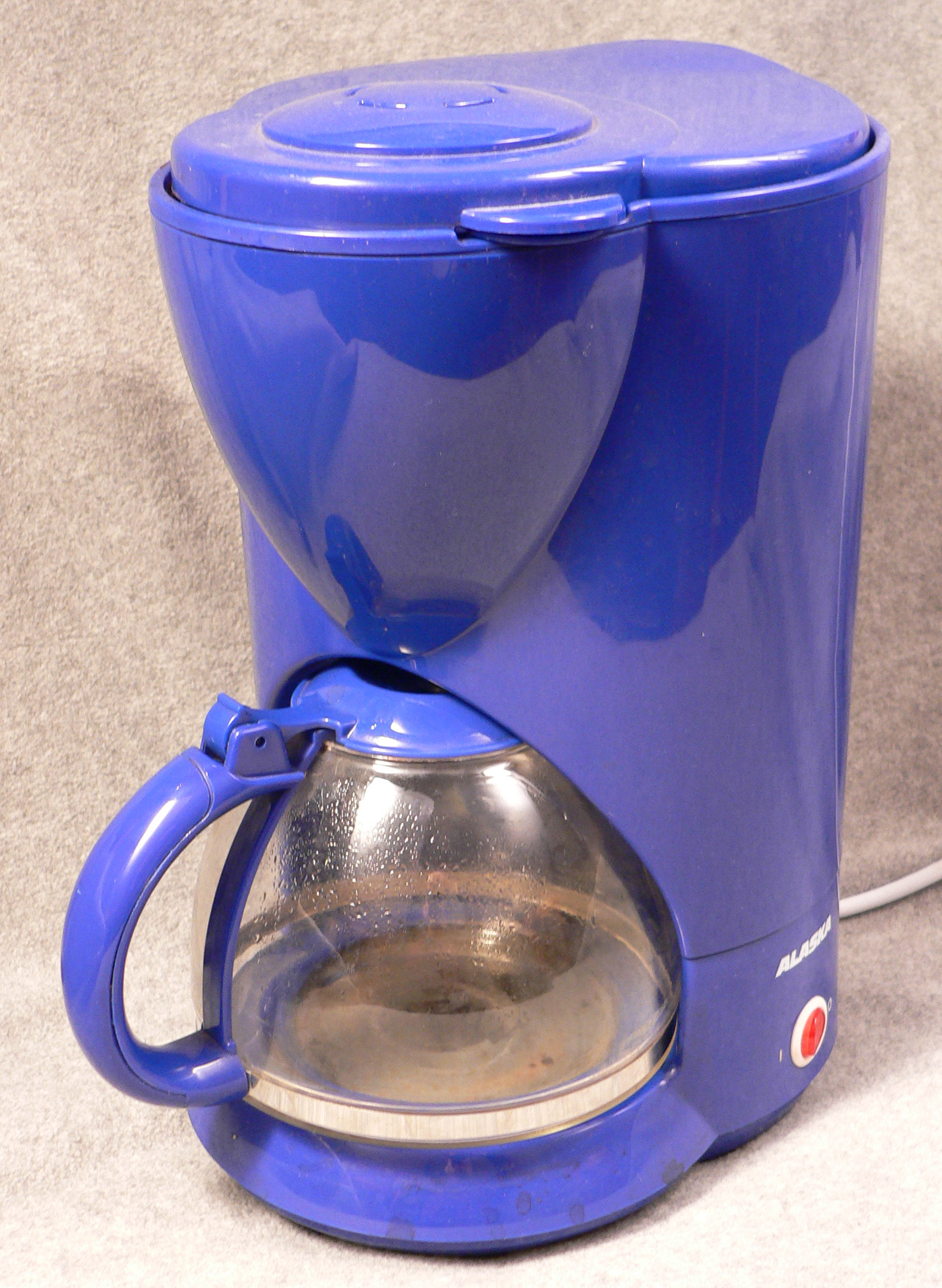
美式咖啡機

咖啡機是一種沖煮咖啡機具的總稱。以沖煮方式來分類，有滴濾式咖啡機（俗稱美式咖啡機）跟義式咖啡機兩種，滴濾咖啡機因構造簡單，以滴濾方法沖調咖啡，機身細小，操作容易，較為一般家庭採用。義式咖啡機以加壓後的熱水沖調濃縮咖啡，因為需要裝設鍋爐，體積較大，價錢也較昂貴，通常用於咖啡廳等營業場所。但隨著濃縮咖啡的流行，針對家庭用戶所設計的小型化義式咖啡機也漸漸普及。更有針對出行所用的便攜式濃縮咖啡機也陸續地出現。

## 滴濾咖啡機（俗稱美式咖啡機）
通常分為上下兩層，使用時將事先研磨好的咖啡粉放在裝有濾紙或金屬濾器的上層漏斗狀容器，下層則為玻璃或陶瓷製的咖啡壺，把冷水倒進另一個分隔的間隔。啟動時，將冷水加熱到攝氏90度左右並漸漸地導入漏斗狀容器內，使熱水經過咖啡粉而流入下方的咖啡壺內。
另該種咖啡機除了可以烹調咖啡外，還可以泡茶。

## 意式咖啡機
通常具備鍋爐產生熱水，將熱水加壓到約7-11個大氣壓後流經金屬濾器內的粉狀咖啡豆而沖煮出咖啡，此種受壓熱水沖煮出的咖啡較一般的濃厚，且會有乳化的油脂，通常稱為意式咖啡或濃縮咖啡。

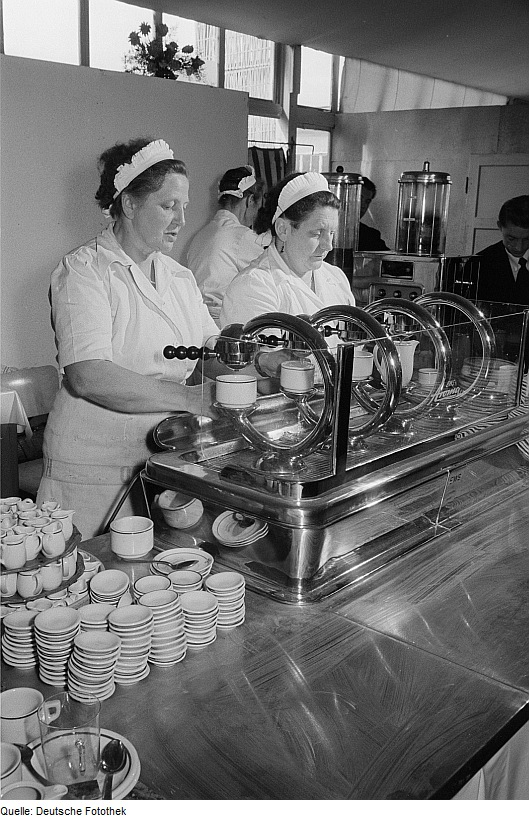
1954年西德的義式咖啡機

意式咖啡機分很多種，一般商業用的來說，最普通的就是單鍋爐，再來還有子母熱交換鍋爐，還有多鍋爐，當然價格也跟著變貴，除了一般的電子控制開關，還有槓桿（俗稱拉霸）式的意式咖啡機，種類各有千秋。

### 半自動
以幫浦將熱水壓入濾器，通過顆粒較細的咖啡粉中。通常家用會有一個沖煮頭，商業用則有多個，並擁有較大的鍋爐。這種咖啡機由於沖煮時間短，使用在需要大量且快速的商業用途上。
此外，便攜式膠囊濃縮咖啡機中只需加入足量的咖啡粉和熱水，就能自動地沖泡一杯完美的濃縮咖啡。這適合出行使用，十分方便。

### 全自動
具備有研磨的機制，從研磨到沖煮皆由微電腦控制，不過沖煮時間較半自動長而且造價昂貴。

## 外部連接
- 维基共享资源上的相關多媒體資源：咖啡機